# Йерксхайм
Йерксхайм (нем. Jerxheim) — община в Германии, в земле Нижняя Саксония.
Входит в состав района Хельмштедт. Подчиняется управлению Хезеберг. Население составляет 1153 человека (на 31 декабря 2010 года). Занимает площадь 17,44 км².
Коммуна подразделяется на 2 сельских округа.
| Год  | Население |
| ---- | --------- |
| 1990 | 1360      |
| 1995 | 1378      |
| 2000 | 1325      |
| 2005 | 1246      |
| 2010 | 1177      |